# Harvey Spencer Stephens
Havery Spencer Stephens (Putney, Inglaterra, 12 de novembro de 1970) é um ator britânico.

## Carreira
Havery é mais conhecido por interpretar Damien Thorn, em "The Omen". Quando as filmagens começaram ele tinha apenas 5 anos e quando o filme estreou aos 6. Ele atuou em mais um filme, "Gauguin the Savage", em 1980, ao lado de David Carradine. Depois ele decidiu não atuar mais e terminar os estudos. Em 2002, trabalhou na Bolsa de Valores de Londres e após 2 anos no mercado financeiro, Harvey entrou no mercado imobiliário, área onde atua até hoje. Em 2005 foi entrevistado no documentário "The Curse of the Omen", sobre os estranhos acontecimentos que ocorreram nos bastidores do filme "A Profecia". Em 2006, voltou a atuar, em um cameo do remake de "The Omen" como repórter.

## Filmografia
- 1976 - The Omen
- 1980 - Gauguin the Savage
- 2006 - The Omen (lançado em 6 de junho de 2006)